# Draba loayzana
Draba loayzana är en korsblommig växtart som beskrevs av Al-shehbaz. Draba loayzana ingår i släktet drabor, och familjen korsblommiga växter. Inga underarter finns listade i Catalogue of Life.